# Aeródromo Capitán Fuentes Martínez
El Aeródromo Capitán Fuentes Martínez (OACI: SCFM) es un terminal aéreo ubicado en la localidad de Porvenir, Provincia de Tierra del Fuego, Región de Magallanes, Chile. Este aeródromo es de carácter público.

## Aerolíneas y destinos

### Destinos nacionales
| Aerolíneas   | Destinos     |
| ------------ | ------------ |
| Aerovías DAP | Punta Arenas |

### Aerolíneas o destinos que dejaron de operar
- LAN Airlines: (Puerto Natales, Santiago)